# Le Revenant (film, 1932)
Pour les articles homonymes, voir Le Revenant.
Pour plus de détails, voir Fiche technique et Distribution.
Le Revenant (The Man from Yesterday) est un film américain en noir et blanc réalisé par Berthold Viertel, sorti en 1932.

## Synopsis
Paris, fin de la Première Guerre mondiale. Sylvia Suffolk et Tony Clyde, un officier du corps expéditionnaire britannique, se marient, peu avant le départ de Tony pour le front de l'Ouest. Alors que Sylvia tombe enceinte, elle apprend que Tony a été tué dans une attaque au gaz toxique pendant qu'il travaillait comme infirmier pour le chirurgien René Gaudin. Sylvia tombe peu à peu amoureuse de René mais hésite à se remarier car elle n'a aucune nouvelle officielle de la mort de Tony. En vacances en Suisse avec René, Sylvia est choquée de découvrir que Tony est toujours vivant et en convalescence, après avoir été fait prisonnier de guerre avec des lésions pulmonaires. Sylva se trouve maintenant déchirée entre son devoir envers Tony et son mariage avec René. Elle décide finalement de rester avec Tony et l'emmène à Paris pour voir leur fils, mais il se rend compte qu'elle est toujours amoureuse de René et se suicide.

## Fiche technique
- Titre français : Le Revenant
- Titre original : The Man from Yesterday
- Réalisation : Berthold Viertel, assisté de Fred Zinnemann et Henry Hathaway (tous les deux non crédités)
- Scénario : Oliver H.P. Garrett, d'après une histoire de Neil Blackwell et Rowland G. Edwards
- Photographie : Karl Struss
- Musique : Herman Hand, Rudolph G. Kopp et John Leipold (non crédités)
- Société de production et de  distribution : Paramount Pictures
- Pays de production :  États-Unis
- Langue originale : anglais américain
- Format : noir et blanc — 35 mm — 1,37:1 — son : mono (Western Electric Noiseless Recording)
- Genre : drame, romance, guerre
- Durée : 71 minutes
- Dates de sortie :
  - États-Unis : 24 juin 1932
  - France : 28 avril 1933

## Distribution
- Claudette Colbert : Sylvia Suffolk
- Clive Brook : le capitaine Tony Clyde
- Charles Boyer : Rene Gaudin
- Andy Devine : Steve Hand
- Alan Mowbray : Dr Waite
- Greta Meyer : Propriétaire d'auberge
- Barbara Leonard : la fille de Steve
- Yola d'Avril : la fille de Tony
- Ronnie Cosby : Baby Tony
- Émile Chautard : le prêtre
- George Davis : chauffeur de taxi
- Christian Rub : garçon de restaurant
- Jean De Briac : gendarme